# Obóz jeniecki pod Strzałkowem

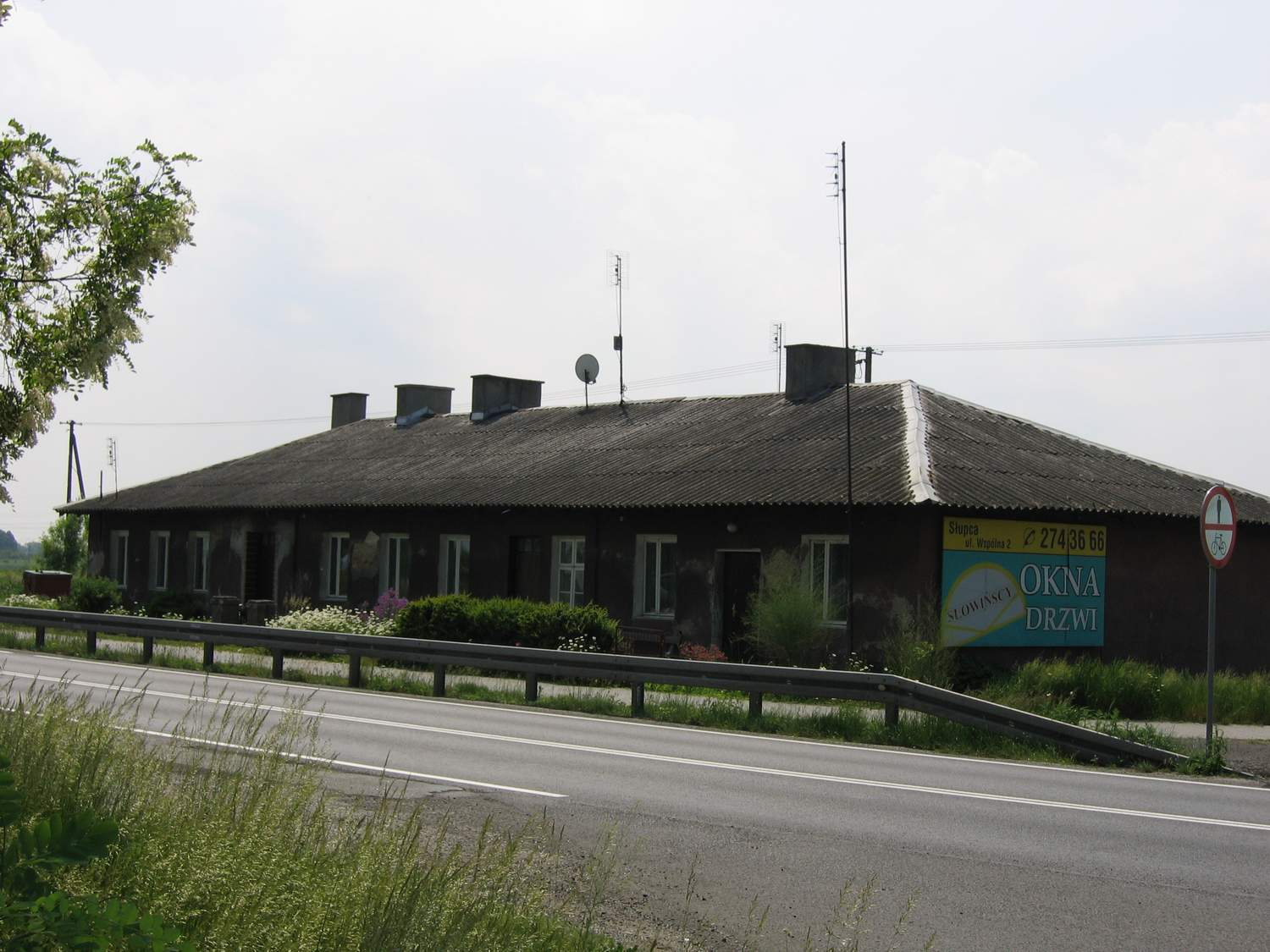
Budynek na dawnej granicy prusko-rosyjskiej

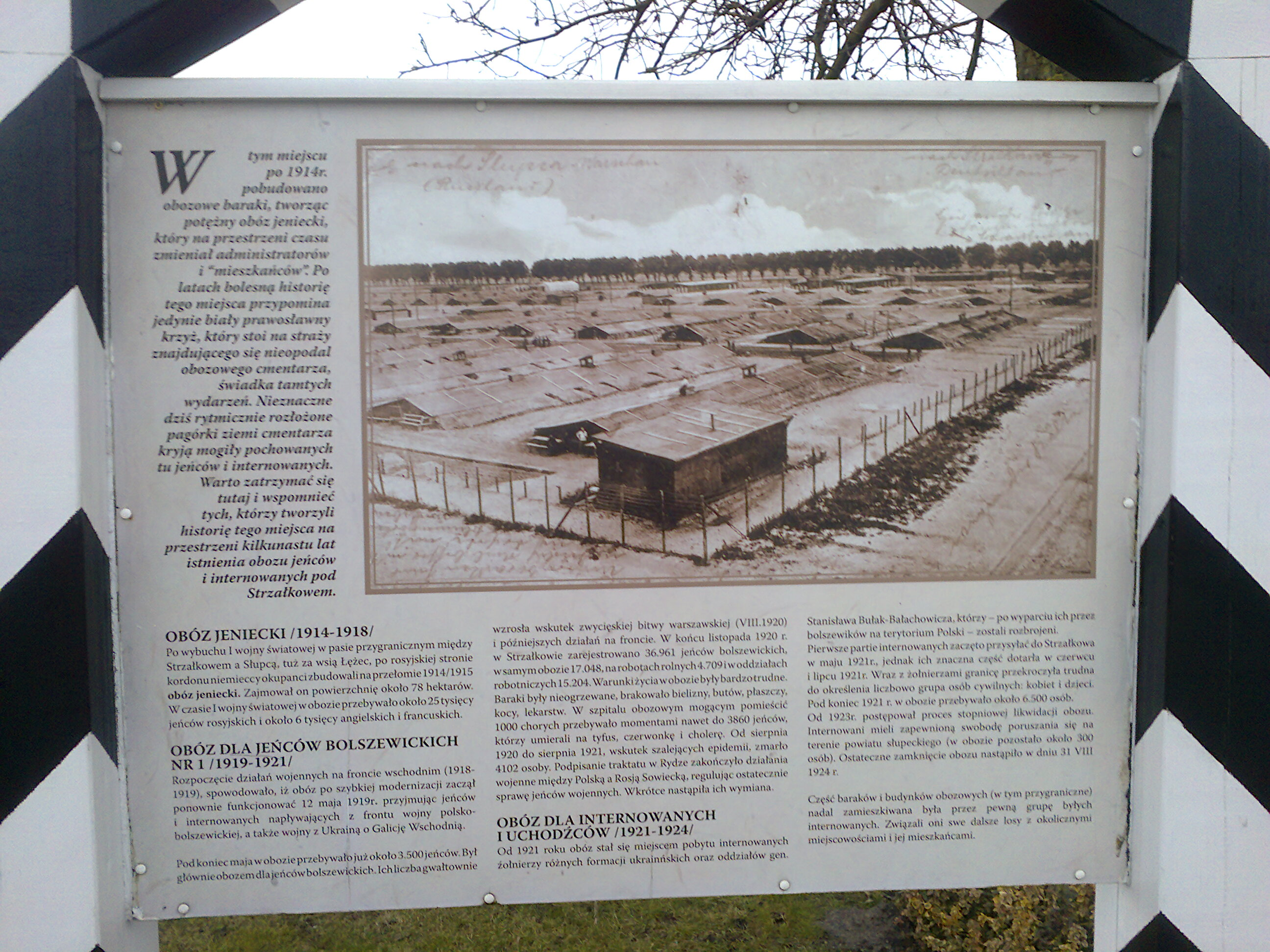
Tablica informacyjna

Obóz jeniecki pod Strzałkowem – obóz jeniecki Wojska Polskiego w Strzałkowie.

## Historia
Obóz został założony na przełomie 1914 i 1915, jako niemiecki obóz dla jeńców z frontów I wojny światowej. Od 1919 był polskim obozem jenieckim i obozem dla internowanych.
Obóz był położony przy granicy dwóch państw zaborczych – Cesarstwa Niemieckiego i Imperium Rosyjskiego – przy drodze łączącej dwie przygraniczne miejscowości: Strzałkowo po stronie pruskiej i Słupcę po stronie rosyjskiej (połączonych współcześnie drogą krajową nr 92). Po zakończeniu I wojny światowej podjęto działania zmierzające do jego likwidacji, jednak w związku z wybuchem wojny polsko-bolszewickiej, od 12 maja 1919 zaczął funkcjonować jako obóz dla jeńców Armii Czerwonej. 11 lipca 1919 rozporządzeniem Ministerstwa Spraw Wojskowych nadano mu nazwę Obóz Jeniecki Nr 1 pod Strzałkowem. W maju 1920 obóz otrzymał nazwę Obóz Jeńców i Internowanych Nr 1 w Strzałkowie. Po wejściu w życie zawieszenia broni w wojnie polsko-bolszewickiej 18 października 1920, obóz został przekształcony w miejsce przetrzymywania osób internowanych, w tym żołnierzy Armii Ukraińskiej Republiki Ludowej. Ostatecznie obóz przestał funkcjonować 31 sierpnia 1924.
Przy obozie jenieckim położony był cmentarz, który jako zabytek istnieje do chwili obecnej.
Hasło „Strzałkowo” bywa dziś często używane propagandowo przez Rosję jako odpowiedź na polskie żądania ukarania winnych zbrodni katyńskiej jako część propagandowej akcji Anty-Katyń. Większość więźniów, która spoczywa na cmentarzu jenieckim w Strzałkowie, umarła wskutek epidemii tyfusu.